# منوچهر طایفه
منوچهر طایفه (زادهٔ ۱۳۱۳، تهران، درگذشته ۲۶ خرداد ۱۳۹۸ پاریس) بازیگر و تهیه‌کننده فیلم اهل ایران بود.

## زندگی‌نامه
او با نام تولد منوچهر طایفه جعفری در سال ۱۳۱۳ در تهران زاده شد و دوره بازیگری را در تئاتر آناهیتا گذراند. وی دو برادر به نام‌های امیر جعفری و همایون اشکان دارد.
خودروی منوچهر طایفه، در تصادف با اتوبوس مسافربری به شدت آسیب دید و خود او نیز بشدت مجروح گردید. وی که با اتومبیل خویش از تبریز به تهران رفت در جاده میانه ـ زنجان با اتوبوس مسافربری تصادف کرد. در این حادثه طایفه از ناحیه پشت و سینه زخمی شد. هفته‌های پیشتر دو حادثه نیز برای وی اتفاق افتاده بود. در اولین حادثه هنگامی که وی قصد افتتاح یکی از فیلم‌هایش را در مشهد داشت با تبر مورد حمله فردی قرار گرفت که این فرد از باج‌گیران معروف مشهد بود. در زمانی که وی برای افتتاح فیلمش در مشهد بسر می‌برد، منزل او در تهران مورد دستبرد سارقین قرار گرفت و مقداری اثاثیه به سرقت رفت.

## فیلمشناسی

### بازیگر
از فیلم‌ها یا برنامه‌های تلویزیونی که وی در آن نقش داشته‌است می‌توان به آثار زیر اشاره کرد.
- فرار از حجله (۱۳۵۴)
- کوثر (۱۳۵۳ نمایش داده نشد)
- باجناق(۱۳۵۲)
- هفت دلاور (۱۳۵۲)
- شیربها (۱۳۵۱)
- گربه کور (۱۳۴۸)
- نعره گرگ‌ها (۱۳۴۸)
- قدرت عشق (۱۳۴۷)
- ایستگاه ترن (۱۳۴۵)
- بازو طلایی (۱۳۴۵)
- آخرین گذرگاه (۱۳۴۱)
- آینه تاکسی (۱۳۳۹)
- دوستان یکرنگ (۱۳۳۹)
- فردا روشن است (۱۳۳۹)
- غروب عشق (۱۳۳۴)

### تهیه‌کننده
- فرار از حجله (۱۳۵۴)
- باجناق (۱۳۵۲)
- تعقیب تا جهنم (۱۳۵۲)
- شیربها (۱۳۵۱)
- قدیر (۱۳۵۱)
- نعره گرگ‌ها (۱۳۴۸)
- ایستگاه ترن (۱۳۴۵)
- آخرین گذرگاه (۱۳۴۱ با همکاری بابکن آودیسیان)